# Bhandara pavo
Bhandara pavo är en insektsart som beskrevs av Victor Antoine Signoret 1853. Bhandara pavo ingår i släktet Bhandara och familjen dvärgstritar. Inga underarter finns listade i Catalogue of Life.